# Bartholomeus Assteyn

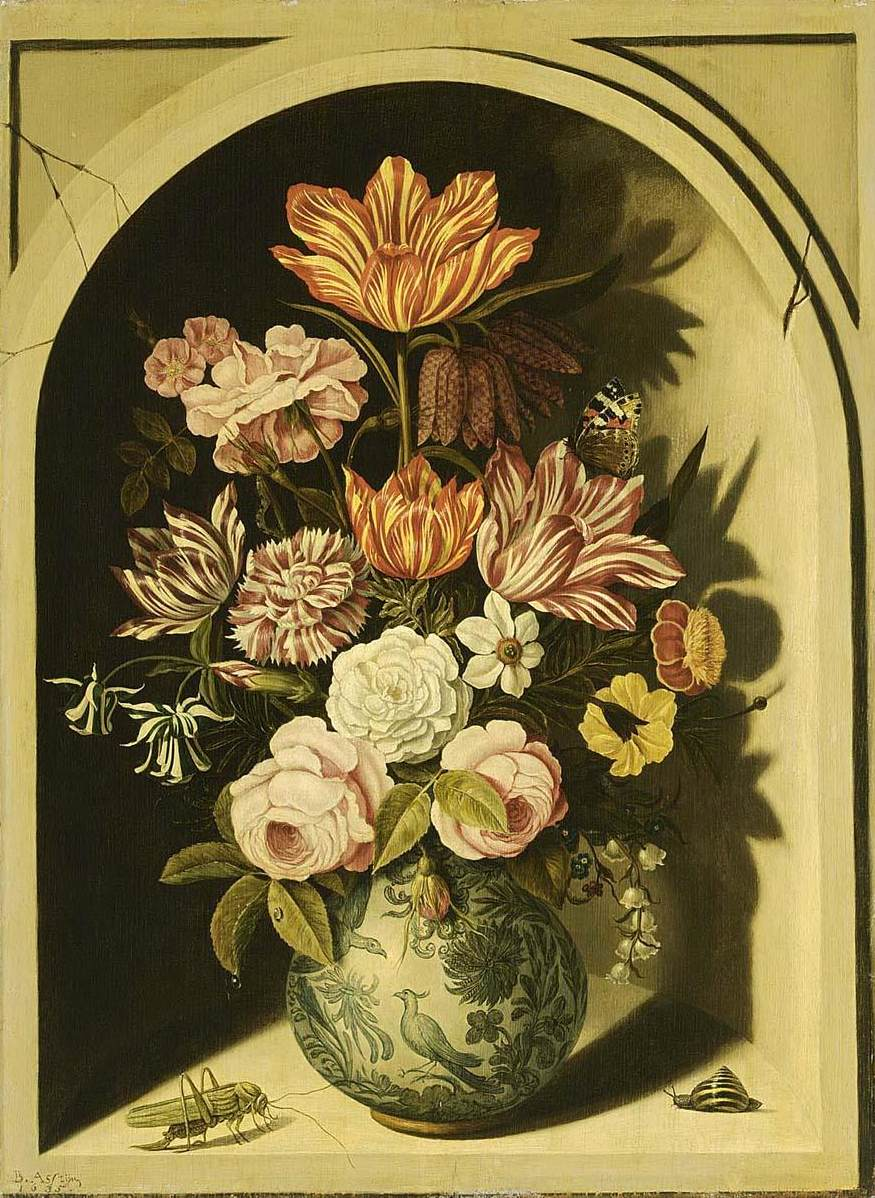
Stillleben, 1635

Bartholomeus Abrahamsz Assteyn (* 1607 in Dordrecht; † nach 1669) war ein niederländischer Stillleben-Maler und Zeichner. Von Assteyn, der von 1630 bis 1640 mit B. Astijn signierte, sind heute etwa 25 Bilder bekannt. Zudem ist ein Werk mit Früchten mit der Signatur B. Assteyn aus dem Jahr 1647 bekannt, das sich in Wien befand.

## Leben
Bartholomeus Assteyn war der Sohn des Kunstmalers Abraham Bartholomeusz. Assteyn. Im Jahr 1631 wurde er, in der Nachfolge seines Vaters, Mitglied in der Dordrechter Sankt Lukas-Malergilde. 1651 war er Buchhalter der örtlichen Malerbruderschaft. Sein Todesdatum ist nicht genau überliefert; sein letztes bekanntes Werk datiert aus dem Jahr 1669.

## Werk
Assteyns Kompositionen sind vor allem durch Johannes Bosschaert beeinflusst, seine Maltechnik erinnert an Balthasar van der Ast mit dem er von manchen als identisch angesehen wurde. Eines seiner Stillleben soll sich im Museum in Emden befunden haben.